# Hellfried Heilfort
Hellfried Heilfort (n. 10 aprilie 1955, Groitzsch, Saxonia, Germania) este un trăgător de tir ce a reprezentat Germania, medaliat olimpic. A participat la o ediție a Jocurilor Olimpice (1980) în care a câștigat o medalie de argint.